# Греко-пакистанские отношения
Греко-пакистанские отношения — двусторонние дипломатические отношения между Грецией и Пакистаном.

## История
По решению заместителя министра иностранных дел Греции Спироса Кувелиса, правительство Греции отправило гуманитарную помощь в размере 100,000 € для пострадавших от наводнения в Пакистане в 2010 году.
Гуманитарная помощь была выделена через посольство Греции в Исламабаде с целью решения насущных потребностей населения в пострадавших от наводнения районах Пакистана.

## Культурная связь
В память о великом греческом полководце Александре Македонском в пакистанском городе Джалалпур-Шарифе был установлен памятник.

## Дипломатические представительства
- Греция имеет посольство в Исламабаде[1].
- Пакистан содержит посольство в Афинах[2].